# 213269 Angelbarbero
213269 Angelbarbero este un asteroid din centura principală de asteroizi.

## Descriere
213269 Angelbarbero este un asteroid din centura principală de asteroizi. A fost descoperit pe 20 iunie 2001 la Calar Alto la Observatorul Calar Alto. Asteroidul prezintă o orbită caracterizată de o semiaxă mare de 2,69 ua, o excentricitate de 0,10 și o înclinație de 14,0° în raport cu ecliptica.